# Jota (Fußballspieler, 1993)
Jota (* 7. März 1993 in Funchal, Madeira; bürgerlich João Tiago Serrão Garcês) ist ein portugiesischer Fußballspieler.

## Karriere
Von 2003 bis 2012 spielte er in der Jugendmannschaft bei dem Verein Nacional Funchal in seiner Heimatstadt. 2012 spielte er in der Portugiesischen U-19 Mannschaft und von 2012 bis 2013 in der Portugiesischen U-20 Mannschaft. Von 2014 bis 2015 spielte Jota bei União Madeira und seit 2015 bei Atlético CP.